# Copa Fares Lopes 2018
La Copa Fares 2018 fue la 9ª edición de la Copa Fares Lopes. El torneo comenzó el 25 de agosto de 2018 y finalizó el 4 de noviembre de 2018. Ferroviário conquistó su 1º título tras ganar en la final al Caucaia por um marcador global de 3-2.
El campeón garantizó un cupo en la Copa de Brasil 2019.

## Equipos participantes
| - Caucaia - Ceará - Ferroviário - Floresta | - Fortaleza - Horizonte - Iguatu - Pacajús |

## Primera fase
| Pos. | Equipo      | Pts. | PJ | PG | PE | PP | GF | GC | Dif. |                             |
| ---- | ----------- | ---- | -- | -- | -- | -- | -- | -- | ---- | --------------------------- |
| 1    | Ferroviário | 13   | 7  | 4  | 1  | 2  | 13 | 8  | 5    | clasificación a semifinales |
| 2    | Iguatu      | 13   | 7  | 3  | 4  | 0  | 10 | 6  | 4    | clasificación a semifinales |
| 3    | Caucaia     | 12   | 7  | 3  | 3  | 1  | 8  | 5  | 3    | clasificación a semifinales |
| 4    | Horizonte   | 10   | 7  | 2  | 4  | 1  | 4  | 3  | 1    | clasificación a semifinales |
| 5    | Pacajús     | 8    | 7  | 2  | 2  | 3  | 8  | 9  | -1   |                             |
| 6    | Fortaleza   | 7    | 7  | 2  | 1  | 4  | 9  | 13 | -4   |                             |
| 7    | Floresta    | 7    | 7  | 1  | 4  | 2  | 9  | 11 | -2   |                             |
| 8    | Ceará       | 3    | 7  | 0  | 3  | 4  | 1  | 7  | -6   |                             |

## Fase final

### Semifinales

#### Partidos de ida
| 24 de octubre de 2018 | Horizonte | 0-2     | Ferroviário              | Domingão, Horizonte                  |                                      |
| 20:00                 |           | Reporte | Da Silva 83' · Italo 88' | Árbitro(s): Luciano da Silva Miranda | Árbitro(s): Luciano da Silva Miranda |

| 24 de octubre de 2018 | Caucaia       | 2-0     | Iguatu | Raimundão, Caucaia                      |                                         |
| 20:00                 | Ciel 79', 87' | Reporte |        | Árbitro(s): Antônio Magno Lima Cordeiro | Árbitro(s): Antônio Magno Lima Cordeiro |

#### Partidos de vuelta
| 27 de octubre de 2018 | Ferroviário           | 2-3     | Horizonte                        | Presidente Vargas, Fortaleza                                  |                                                               |
| 16:00                 | Edson Caríus 15', 45' | Reporte | Romario 26' · Rondallys 32', 64' | Asistencia: 839 espectadores Árbitro(s): Glauco Nunes Feitosa | Asistencia: 839 espectadores Árbitro(s): Glauco Nunes Feitosa |

| 27 de octubre de 2018 | Iguatu              | 1-4     | Caucaia                                                      | Morenão, Iguatu                                            |                                                            |
| 17:00                 | Elanardo 30' (pen.) | Reporte | Edivan 18' (a.g.) · Ciel 24' · Diego Silva 32' · Netinho 47' | Asistencia: 267 espectadores Árbitro(s): Léo Simão Holanda | Asistencia: 267 espectadores Árbitro(s): Léo Simão Holanda |

### Final

#### Partido de ida
| 31 de octubre de 2018 | Ferroviário | 0-1     | Caucaia       | Castelão, Fortaleza                |                                    |
| 20:00                 |             | Reporte | Vanderlan 62' | Árbitro(s): Luíz César de Oliveira | Árbitro(s): Luíz César de Oliveira |

#### Partido de vuelta
| 4 de noviembre de 2018 | Caucaia       | 1-3     | Ferroviário                                   | PV, Fortaleza                       |                                     |
| 16:00                  | Vanderlan 81' | Reporte | Siloé 16' · Edson Cariús 53' · Kel Baiano 85' | Árbitro(s): Avelar Rodrigo da Silva | Árbitro(s): Avelar Rodrigo da Silva |

## Campeón
| Copa Fares Lopes 2018           |
| Fortaleza                       |
| ------------------------------- |
| Ferroviário Campeón (1º título) |

## Goleadores
| 5 goles - Ciel (Caucaia) - Edson Cariús (Ferroviário) | 4 goles - André Luiz (Pacajús) | 3 goles - Moré (Caucaia) - Mazinho (Ferroviário) - Magno Alves (Floresta) |